# 繃帶

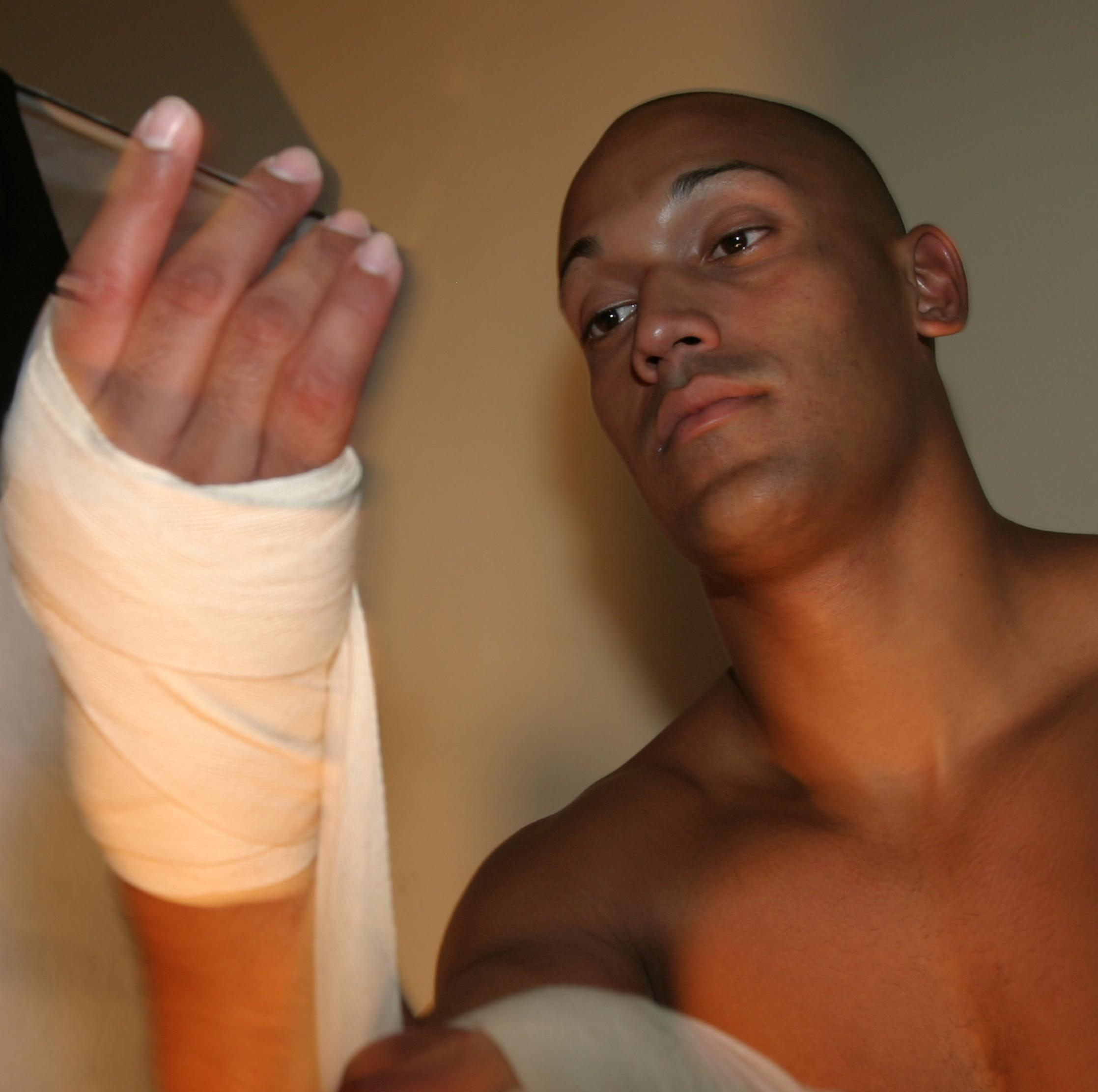
關節處之包紮

繃帶為一重要急救用品，通常纏繞成卷成為繃帶捲，用途如下：
- 固定敷料、夾板等急救用品
- 止血、減少出血
- 減少傷口腫脹
- 承托及固定傷處
- 於運送傷者間確保其安全

## 包紮
1. 環狀與螺旋包紮：用於固定「相同粗細部位」的患部。

1. 八字包紮法：用於固定關節處的患部。

## 用法
1. 選取適當繃帶卷
2. 包紮時不應太鬆或太緊，並預留部分肢體(如指尖)露出
3. 包紮好後用安全別針扣緊
4. 禁止清洗有急救功能的繃帶

## 繃帶捲

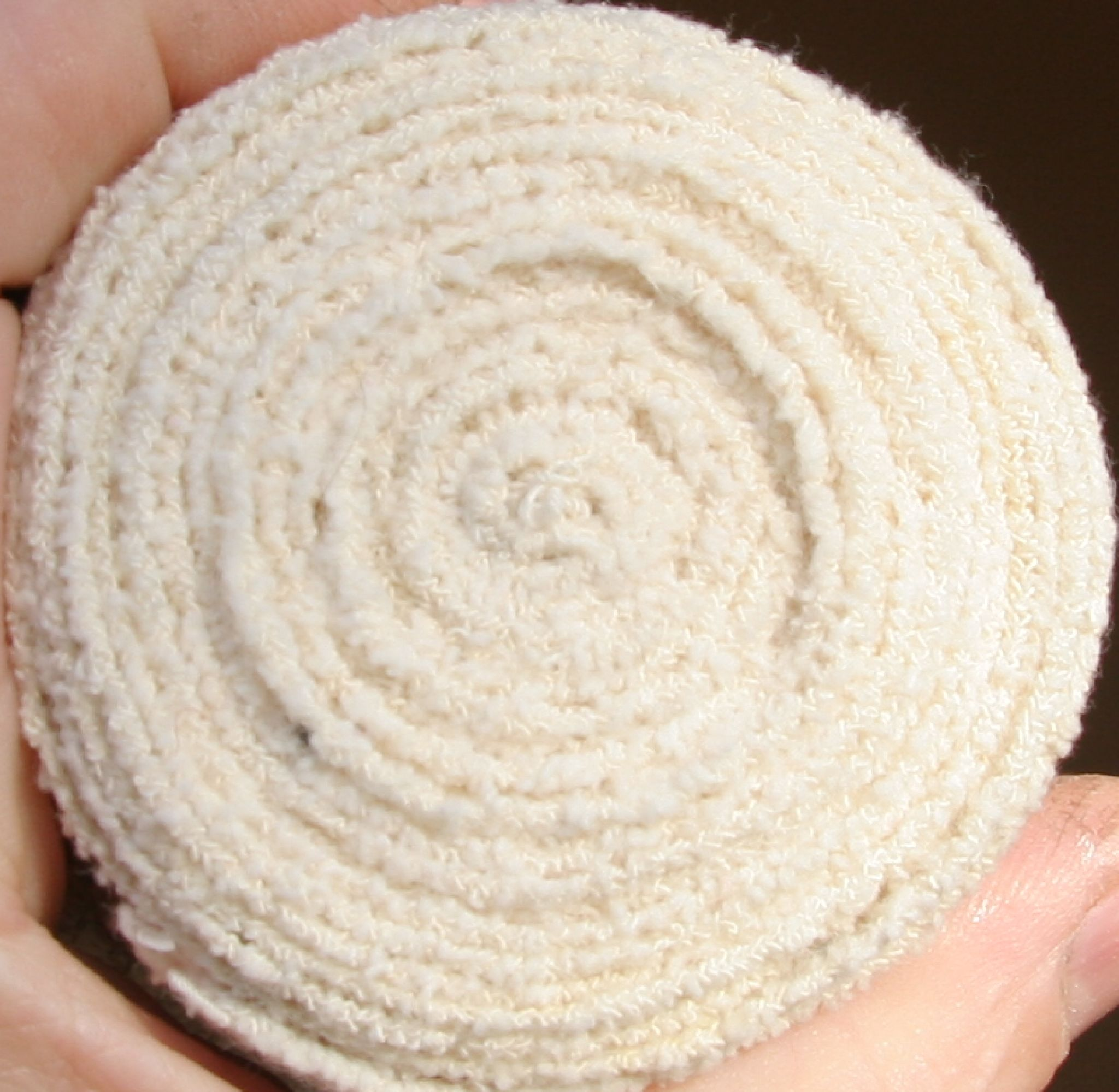
繃帶卷

繃帶卷有不同的闊度，以應付不同傷處。
| 闊度   | 傷處 |
| ------ | ---- |
| 一吋   | 手指 |
| 兩吋   | 手   |
| 兩吋半 | 手臂 |
| 三吋   | 腿   |
| 三吋半 | 腿   |
| 四吋   | 軀幹 |
| 六吋   | 軀幹 |

## 其他繃帶

### 管形紗布繃帶
此繃帶亦有不同尺寸，價錢較貴但效果較佳。使用時需借助鉗形工具。

### 彈性網繃帶
具有網孔，適用於肢體扭傷，或當作壓力繃帶。

## 參看
- 急救
- 急救包
- 包紮